# Suovetaurilia
Suovetaurilia ili suovitaurilia od latinske sintagme sū (od sus = svinja) + ove (od ovis = ovca) + taur (od taurus = bik) + īlia (dodatak za imenice srednjeg roda množine) bile su tri svete životinje koje su Rimljani žrtvovali bogu Marsu u obrednim pročišćenju - Lustraciji, osobito za petogodišnje ceremonije Lustrum.

## Karakteristike
O suovetauriliji se puno toga zna jer nam je njen opis ostavio Katon Stariji u svom djelu O zemljoradnji (De agricultura), tako znamo da je prvi korak bio je dovesti tri životinje do granica zemlje koju se trebalo blagosloviti, izgovarajući sljedeće riječi:

Cum divis volentibus quodque bene eveniat, mando tibi, Mani, uti illace suovitaurilia fundum agrum terramque meam quota ex parte sive circumagi sive circumferenda censeas, uti cures lustrare.

"Neka naš rad uz dobru pomoć bogova bude okrunjen uspjehom, obraćam se tebi Manijuse, da mi pomogneš pročistiti moj posjed, moju zemlju i moje njive s ovom suovetauriliom, da je ti upotrijebiš gdje misliš da je najbolje."

Nadalje se molilo Janusa, Jupitera i Marsa da zaštiti imanje od bolesti i ostalih nedaća.

## Vanjske poveznice
- The Suovetaurilia tekst L.A. Curchina  Arhivirana inačica izvorne stranice od 4. prosinca 2011. (Wayback Machine)
- Katon Stariji: De agricultura